# NGC 3007
NGC 3007 ist eine linsenförmige Galaxie vom Hubble-Typ S0-a im Sternbild Sextant am Südsternhimmel. Sie ist schätzungsweise 284 Millionen Lichtjahre von der Milchstraße entfernt.
Das Objekt wurde  am 16. März 1885 von Edouard Stephan entdeckt.